# Agnès de Babenberg
Agnès de Babenberg (1111 – 25 de gener del 1157) era filla de Leopold III de Babenberg i d'Agnès del Sacre Imperi Romanogermànic, filla d'Enric IV del Sacre Imperi Romanogermànic.
Es casà el 1125 amb Ladislau II de Polònia amb qui tingué cinc fills. Quatre d'aquests fills van ser Boleslau l'Alt, Riquilda de Polònia que es casaria amb Alfons VII de Castella, Mieszk IV i Konrad duc de Glogow.